# Discografia de L'Arc-en-Ciel
A discografia de L'Arc-en-Ciel, uma banda de rock formada em 1991 em Osaka, Japão, consiste em 12 álbuns de estúdio, 43 singles, 10 álbuns de compilação e 1 álbum de tributo.
O grupo vendeu mais de 13 milhões de álbuns e mais de 16 milhões de singles. Em 2003, L'Arc-en-Ciel foi ranqueado em 58º lugar na lista dos 100 maiores artistas pop japoneses da HMV.

## Álbuns
| Título    | Detalhes                                                           | Posição de pico | Vendas                       | Certificações        |
| Título    | Detalhes                                                           | JPN             | Vendas                       | Certificações        |
| --------- | ------------------------------------------------------------------ | --------------- | ---------------------------- | -------------------- |
| Dune      | - Lançamento: 27 de abril de 1993 - Gravadora: Danger Crue Records | 5               |                              |                      |
| Tierra    | - Lançamento: 14 de julho de 1994 - Gravadora: Kioon Music         | 7               | - JPN: 161.180               | - RIAJ: Platina      |
| Heavenly  | - Lançamento: 1 de setembro de 1995 - Gravadora: Kioon Music       | 3               | - JPN: 390.640               | - RIAJ: Platina      |
| True      | - Lançamento: 12 de dezembro de 1996 - Gravadora: Kioon Music      | 1               | - JPN: 1.428.300             | - RIAJ: 4x Platina   |
| Heart     | - Lançamento: 25 de fevereiro de 1998 - Gravadora: Kioon Music     | 1               | - JPN: 1.551.490             | - RIAJ: 4x Platina   |
| Ark       | - Lançamento: 1º de julho de 1999 - Gravadora: Kioon Music         | 1               | - JPN: 2.274.920             | - RIAJ: Multi-Milhão |
| Ray       | - Lançamento: 1º de julho de 1999 - Gravadora: Kioon Music         | 2               | - JPN: 2.137.600             | - RIAJ: Multi-Milhão |
| Real      | - Lançamento: 30 de agosto de 2000 - Gravadora: Kioon Music        | 1               | - JPN: 1.097.760             | - RIAJ: 3x Platina   |
| Smile     | - Lançamento: 31 de março de 2004 - Gravadora: Kioon Music         | 2               | - JPN: 378.748 - KOR: 10.642 | - RIAJ: Platina      |
| Awake     | - Lançamento: 22 de junho de 2005 - Gravadora: Kioon Music         | 1               | - JPN: 358.703               | - RIAJ: Platina      |
| Kiss      | - Lançamento: 21 de novembro de 2007 - Gravadora: Kioon Music      | 1               | - JPN: 327.496               | - RIAJ: Platina      |
| Butterfly | - Lançamento: 8 de fevereiro de 2012 - Gravadora: Kioon Music      | 1               | - JPN: 235.660 - KOR: 1.396  | - RIAJ: Platina      |

### Álbuns de regravações
| Título                                | Detalhes                                                           | Posição de pico | Vendas        | Certificações |
| Título                                | Detalhes                                                           | JPN             | Vendas        | Certificações |
| ------------------------------------- | ------------------------------------------------------------------ | --------------- | ------------- | ------------- |
| Dune 10th Anniversary Edition         | - Lançamento: 21 de abril de 2004 - Gravadora: Danger Crue Records | 5               | - JPN: 65.575 |               |
| Ark 15th Anniversary Expanded Edition | - Lançamento: 13 de dezembro de 2006 - Gravadora: Kioon Music      | 13              | - JPN: 40.143 |               |
| Ray 15th Anniversary Expanded Edition | - Lançamento: 13 de dezembro de 2006 - Gravadora: Kioon Music      | 12              | - JPN: 41.561 |               |

### Álbuns ao vivo
| Título                 | Detalhes                                                   | Posição de pico | Vendas | Certificações |
| Título                 | Detalhes                                                   | JPN             | Vendas | Certificações |
| ---------------------- | ---------------------------------------------------------- | --------------- | ------ | ------------- |
| 25º L'Anniversary Live | - Lançamento: 28 de março de 2018 - Gravadora: Kioon Music | 5               |        |               |

### Álbuns de compilação
| Título                               | Detalhes                                                       | Posição de pico | Posição de pico | Vendas                         | Certificações       |
| Título                               | Detalhes                                                       | JPN             | KOR             | Vendas                         | Certificações       |
| ------------------------------------ | -------------------------------------------------------------- | --------------- | --------------- | ------------------------------ | ------------------- |
| Clicked Singles Best 13              | - Lançamento: 14 de março de 2001 - Gravadora: Kioon Music     | 1               | -               | - JPN: 1.241.500 - KOR: 12.686 | - RIAJ : 4x Platina |
| The Best of L'Arc-en-Ciel 1994–1998  | - Lançamento: 19 de março de 2003 - Gravadora: Kioon Music     | 6               | -               | - JPN: 180.662                 | - RIAJ: Ouro        |
| The Best of L'Arc-en-Ciel 1998–2000  | - Lançamento: 19 de março de 2003 - Gravadora: Kioon Music     | 4               | -               | - JPN: 193.086                 | - RIAJ: Platina     |
| The Best of L'Arc-en-Ciel C/W        | - Lançamento: 19 de março de 2003 - Gravadora: Kioon Music     | 8               | -               | - JPN: 141.419                 | - RIAJ: Ouro        |
| Quadrinity: Member's Best Selections | - Lançamento: 10 de março de 2010 - Gravadora: Kioon Music     | 2               | 8               | - JPN: 116.871                 | - RIAJ: Ouro        |
| Twenity 1991-1996                    | - Lançamento: 16 de fevereiro de 2011 - Gravadora: Kioon Music | 12              | 58              | - JPN: 16.543                  |                     |
| Twenity 1997–1999                    | - Lançamento: 16 de fevereiro de 2011 - Gravadora: Kioon Music | 11              | 59              | - JPN: 21.114                  |                     |
| Twenity 2000-2010                    | - Lançamento: 16 de fevereiro de 2011 - Gravadora: Kioon Music | 7               | 60              | - JPN: 22.396                  |                     |
| World's Best Selection               | - Lançamento: 3 de março de 2012 - Gravadora: Kioon Music      | 8               | -               | - JPN: 18.746                  |                     |

### Álbuns de remix
| Título            | Detalhes                                                   | Posição de pico | Vendas | Certificações |
| Título            | Detalhes                                                   | JPN             | Vendas | Certificações |
| ----------------- | ---------------------------------------------------------- | --------------- | ------ | ------------- |
| Ectomorphed Works | - Lançamento: 28 de junho de 2000 - Gravadora: Kioon Music |                 |        | - RIAJ: Ouro  |

### Álbuns de tributo
| Título                | Detalhes                                                   | Posição de pico |
| Título                | Detalhes                                                   | JPN             |
| --------------------- | ---------------------------------------------------------- | --------------- |
| L'Arc~en~Ciel Tribute | - Lançamento: 13 de junho de 2012 - Gravadora: Kioon Music | 5               |

## Singles
| Título                                                                       | Ano  | Posição de pico | Vendas           | Certificações      | Álbum                     |
| Título                                                                       | Ano  | JPN             | Vendas           | Certificações      | Álbum                     |
| ---------------------------------------------------------------------------- | ---- | --------------- | ---------------- | ------------------ | ------------------------- |
| "Floods of Tears/Yasouka" (Floods of tears/夜想花)                           | 1992 |                 |                  |                    | Dune                      |
| "Blurry Eyes"                                                                | 1994 | 12              | - JPN: 67,580    |                    | Tierra                    |
| "Vivid Colors"                                                               | 1995 | 16              | - JPN: 132,677   | - RIAJ: Ouro       | Heavenly                  |
| "Natsu no Yuu-utsu (Time to Say Good-bye)" (夏の憂鬱 [time to say good-bye]) | 1995 | 15              | - JPN: 82,609    |                    | Heavenly                  |
| "Kaze ni Kienaide" (風にきえないで)                                          | 1996 | 4               | - JPN: 210,625   | - RIAJ: Ouro       | True                      |
| "Flower"                                                                     | 1996 | 5               | - JPN: 336,090   | - RIAJ: Platina    | True                      |
| "Lies and Truth"                                                             | 1996 | 6               | - JPN: 299,809   | - RIAJ: Ouro       | True                      |
| "Niji" (虹)                                                                  | 1997 | 3               | - JPN: 723,211   | - RIAJ: Platina    | Heart                     |
| "Winter Fall"                                                                | 1998 | 1               | - JPN: 849,835   | - RIAJ: 2x Platina | Heart                     |
| "Dive to Blue"                                                               | 1998 | 1               | - JPN: 859,035   | - RIAJ: 2x Platina | Ark                       |
| "Honey"                                                                      | 1998 | 1               | - JPN: 1,238,414 | - RIAJ: 3x Platina | Ray                       |
| "Kasou" (花葬)                                                               | 1998 | 4               | - JPN: 1,049,639 | - RIAJ: Milhão     | Ray                       |
| "Shinshoku ~Lose Control~" (浸食 ～Lose Control～)                           | 1998 | 2               | - JPN: 938,401   | - RIAJ: 2x Platina | Ray                       |
| "Snow Drop"                                                                  | 1998 | 1               | - JPN: 1,146,101 | - RIAJ: 3x Platina | Ray                       |
| "Forbidden Lover"                                                            | 1998 | 1               | - JPN: 838,815   | - RIAJ: 2x Platina | Ark                       |
| "Heaven's Drive"                                                             | 1999 | 1               | - JPN: 1,123,580 | - RIAJ: 3x Platina | Ark                       |
| "Pieces"                                                                     | 1999 | 1               | - JPN: 734,710   | - RIAJ: 2x Platina | Ark                       |
| "Driver's High"                                                              | 1999 | 2               | - JPN: 340,480   | - RIAJ: Platina    | Ark                       |
| "Love Flies"                                                                 | 1999 | 1               | - JPN: 514,450   | - RIAJ: Platina    | Real                      |
| "Neo Universe/Finale"                                                        | 2000 | 1               | - JPN: 1,103,880 | - RIAJ: Milhão     | Real                      |
| "Stay Away"                                                                  | 2000 | 2               | - JPN: 733,660   | - RIAJ: 2x Platina | Real                      |
| "Spirit Dreams Inside -Another Dream-"                                       | 2001 | 1               | - JPN: 287,050   | - RIAJ: Platina    | Smile                     |
| "Ready Steady Go"                                                            | 2004 | 1               | - JPN: 310,534   | - RIAJ: Platina    | Smile                     |
| "Hitomi no Juunin" (瞳の住人)                                                | 2004 | 1               | - JPN: 170,370   | - RIAJ: Ouro       | Smile                     |
| "Jiyuu e no Shoutai" (自由への招待)                                          | 2004 | 1               | - JPN: 215,134   | - RIAJ: Platina    | Awake                     |
| "Killing Me"                                                                 | 2005 | 1               | - JPN: 193,772   | - RIAJ: Ouro       | Awake                     |
| "New World"                                                                  | 2005 | 1               | - JPN: 183,181   | - RIAJ: Ouro       | Awake                     |
| "Jojoushi" (叙情詩)                                                          | 2005 | 1               | - JPN: 145,718   | - RIAJ: Ouro       | Awake                     |
| "Link"                                                                       | 2005 | 2               | - JPN: 235,751   | - RIAJ: Platina    | Kiss                      |
| "The Fourth Avenue Café"                                                     | 2006 | 5               | - JPN: 49,916    |                    | True                      |
| "Seventh Heaven"                                                             | 2007 | 1               | - JPN: 143,769   | - RIAJ: Ouro       | Kiss                      |
| "My Heart Draws a Dream"                                                     | 2007 | 1               | - JPN: 147,634   | - RIAJ: Ouro       | Kiss                      |
| "Daybreak's Bell"                                                            | 2007 | 1               | - JPN: 181,306   | - RIAJ: Ouro       | Kiss                      |
| "Hurry Xmas"                                                                 | 2007 | 2               | - JPN: 188,123   | - RIAJ: Ouro       | Kiss                      |
| "Drink It Down"                                                              | 2008 | 1               | - JPN: 125,728   | - RIAJ: Ouro       | Butterfly                 |
| "Nexus 4/Shine"                                                              | 2008 | 2               | - JPN: 135,295   | - RIAJ: Ouro       | Butterfly                 |
| "Bless"                                                                      | 2010 | 2               | - JPN: 109,456   | - RIAJ: Ouro       | Butterfly                 |
| "Good Luck My Way"                                                           | 2011 | 4               | - JPN: 129,658   | - RIAJ: Ouro       | Butterfly                 |
| "X X X"                                                                      | 2011 | 1               | - JPN: 115,001   | - RIAJ: Ouro       | Butterfly                 |
| "Chase"                                                                      | 2011 | 2               | - JPN: 95,647    | - RIAJ: Ouro       | Butterfly                 |
| "Everlasting"                                                                | 2014 | 2               | - JPN: 57,816    |                    | Não faz parte de um álbum |
| "Wings Flap"                                                                 | 2015 | 2               |                  |                    | Não faz parte de um álbum |
| "Don’t be Afraid"                                                            | 2016 | 4               |                  |                    | Não faz parte de um álbum |
| "Mirai"                                                                      | 2021 | 5               |                  |                    |                           |
| "Forever"                                                                    | 2021 | 7               |                  |                    |                           |

### Músicas limitadas para donwload digital
| Título                | Ano  | Posição de pico | Vendas | Certificações | Álbum             |
| Título                | Ano  | JPN             | Vendas | Certificações | Álbum             |
| --------------------- | ---- | --------------- | ------ | ------------- | ----------------- |
| "I Love Rock 'n Roll" | 2010 | -               |        |               | Twenity 2000-2010 |

## Filmografia

### VHS, DVD e Blu-ray (BD)
| Título                                                                  | Detalhes | Posição de pico | Posição de pico | Vendas | Certificações   |
| Título                                                                  | Detalhes | Oricon          | OriconBD        | Vendas | Certificações   |
| ----------------------------------------------------------------------- | --- | --------------- | --------------- | ------ | --------------- |
| L'Arc-en-Ciel                                                           | - Lançamento: 16 de março de 1992 - Gravadora: Danger Crue - Formato: VHS | —               | —               |        |                 |
| Touch of Dune                                                           | - Lançamento: 21 de outubro de 1993 - Gravadora: Danger Crue - Formato: VHS | —               | —               |        |                 |
| Nemuri ni Yosete (眠りによせて)                                         | - Lançamento: 1 de julho de 1994 (VHS) - Relançamento: 17 de dezembro de 2003 (DVD) - Gravadora: Kioon Music - Formato: VHS, DVD                                                     |                 | —               |        |                 |
| Siesta～Film of Dreams～                                                | - Lançamento: 1 de dezembro de 1994 (VHS) - Relançamento: 17 de dezembro de 2003 (DVD) - Gravadora: Kioon Music - Formato: VHS, DVD                                                  |                 | —               |        |                 |
| And She Said                                                            | - Lançamento: 21 de maio de 1995 (VHS) - Relançamento: 17 de dezembro de 2003 (DVD) - Gravadora: Kioon Music - Formato: VHS, DVD                                                     |                 | —               |        |                 |
| Heavenly ~Films~                                                        | - Lançamento: 21 de março de 1996 (VHS) - Relançamento: 17 de dezembro de 2003 (DVD) - Relançamento: 19 de março de 2014 (BD) - Gravadora: Kioon Music - Formato: VHS, DVD, Blu-ray  |                 | 76              |        |                 |
| A Piece of Reincarnation                                                | - Lançamento: 22 de abril de 1998 (VHS) - Relançamento: 11 de agosto de 1999 (DVD) - Gravadora: Kioon Music - Formato: VHS, DVD                                                      |                 | —               |        |                 |
| Heart ni Hi wo Tsukero! (ハートに火をつけろ！)                          | - Lançamento: 23 de dezembro de 1998 (VHS) - Relançamento: 11 de agosto de 1999 (DVD) - Relançamento: 19 de março de 2014 (BD) - Gravadora: Kioon Music - Formato: VHS, DVD, Blu-ray |                 | 129             |        |                 |
| Chronicle                                                               | - Lançamento: 11 de agosto de 1999 (VHS) - Relançamento: 11 de agosto de 1999 (DVD) - Gravadora: Kioon Music - Formato: VHS, DVD                                                     |                 | —               |        |                 |
| 1999 Grand Cross Conclusion                                             | - Lançamento: 1 de dezembro de 1999 (VHS, DVD) - Relançamento: 19 de março de 2014 (BD) - Gravadora: Kioon Music - Formato: VHS, DVD, Blu-ray                                        |                 | 78              |        | - RIAJ: Platina |
| Chronicle 2                                                             | - Lançamento: 28 de março de 2001 - Gravadora: Kioon Music - Formato: VHS, DVD |                 | —               |        |                 |
| Club Circuit 2000 Realive -No Cut-                                      | - Lançamento: 20 de junho de 2001 (VHS, DVD) - Relançamento: 19 de março de 2014 (BD) - Gravadora: Kioon Music - Formato: VHS, DVD, Blu-ray                                          |                 | 148             |        | - RIAJ: Ouro    |
| 7                                                                       | - Lançamento: 17 de dezembro de 2003 (DVD) - Relançamento: 19 de março de 2014 (BD) - Gravadora: Kioon Music - Formato: DVD, Blu-ray                                                 |                 | 216             |        |                 |
| Live In U.S.A.～at 1st Mariner Arena July 31, 2004～                    | - Lançamento: 8 de dezembro de 2004 (DVD) - Relançamento: 19 de março de 2014 (BD) - Gravadora: Kioon Music - Formato: DVD, Blu-ray                                                  |                 | —               |        |                 |
| Smile Tour 2004 全国編                                                  | - Lançamento: 1 de junho de 2005 (DVD) - Relançamento: 19 de março de 2014 (BD) - Gravadora: Kioon Music - Formato: DVD, Blu-ray                                                     | 1               | 247             |        |                 |
| Awake Tour 2005                                                         | - Lançamento: 14 de dezembro de 2005 (DVD) - Relançamento: 19 de março de 2014 (BD) - Gravadora: Kioon Music - Formato: DVD, Blu-ray                                                 | 3               | 173             |        |                 |
| AsiaLive 2005                                                           | - Lançamento: 21 de junho de 2006 (DVD) - Relançamento: 19 de março de 2014 (BD) - Gravadora: Kioon Music - Formato: DVD, Blu-ray                                                    | 11              | —               |        |                 |
| Chronicle 0 -Zero-                                                      | - Lançamento: 4 de fevereiro de 2007 - Gravadora: Kioon Music - Formato: DVD | 2               | —               |        |                 |
| Five Live Archives                                                      | - Lançamento: 4 de abril de 2007 - Gravadora: Kioon Music - Formato: DVD | 4               | —               |        |                 |
| 15th L’Anniversary Live                                                 | - Lançamento: 12 de setembro de 2007 (DVD) - Relançamento: 19 de março de 2014 (BD) - Gravadora: Kioon Music - Formato: DVD, Blu-ray                                                 | 1               | 63              |        | - RIAJ: Ouro    |
| Chronicle 3                                                             | - Lançamento: 7 de dezembro de 2007 - Gravadora: Kioon Music - Formato: DVD | 3               | —               |        |                 |
| Are you Ready? 2007 またハートに火をつけろ! in Okinawa                  | - Lançamento: 2 de abril de 2008 (DVD) - Relançamento: 19 de março de 2014 (BD) - Gravadora: Kioon Music - Formato: DVD, Blu-ray                                                     | 2               | 241             |        |                 |
| Tour 2007-2008 Theater of Kiss                                          | - Lançamento: 27 de agosto de 2008 (DVD) - Relançamento: 19 de março de 2014 (BD) - Gravadora: Kioon Music - Formato: DVD, Blu-ray                                                   | 1               | 159             |        |                 |
| Chronicle 4                                                             | - Lançamento: 25 de fevereiro de 2009 - Gravadora: Kioon Music - Formato: DVD | 4               | —               |        |                 |
| Documentary Films ~Trans Asia via Paris~                                | - Lançamento: 25 de março de 2009 (DVD) - Relançamento: 19 de março de 2014 (BD) - Gravadora: Kioon Music - Formato: DVD, Blu-ray                                                    | 7               | —               |        |                 |
| Live in Paris                                                           | - Lançamento: 20 de maio de 2009 (DVD) - Relançamento: 19 de março de 2014 (BD) - Gravadora: Kioon Music - Formato: DVD, Blu-ray                                                     | 1               | 202             |        |                 |
| Tour 2008 L’7～Trans Asia via Paris～                                   | - Lançamento: 31 de março de 2010 (DVD) - Relançamento: 19 de março de 2014 (BD) - Gravadora: Kioon Music - Formato: DVD, Blu-ray                                                    | 2               | 134             |        |                 |
| Five Live Archives 2                                                    | - Lançamento: 6 de abril de 2011 - Gravadora: Kioon Music - Formato: DVD | 4               | —               |        |                 |
| 20th L’Anniversary Live Day1                                            | - Lançamento: 28 de dezembro de 2011 (DVD) - Relançamento: 19 de março de 2014 (BD) - Gravadora: Kioon Music - Formato: DVD, Blu-ray                                                 | 2               | 86              |        |                 |
| 20th L’Anniversary Live Day2                                            | - Lançamento: 28 de dezembro de 2011 (DVD) - Relançamento: 19 de março de 2014 (BD) - Gravadora: Kioon Music - Formato: DVD, Blu-ray                                                 | 3               | 91              |        |                 |
| Live Twenty                                                             | - Lançamento: 13 de junho de 2012 - Gravadora: Kioon Music - Formato: DVD | 2               | —               |        |                 |
| World Tour 2012 Live at Madison Square Garden                           | - Lançamento: 26 de dezembro de 2012 (DVD) - Relançamento: 19 de março de 2014 (BD) - Gravadora: Kioon Music - Formato: DVD, Blu-ray                                                 | 2               | 136             |        |                 |
| 20th L’Anniversary World Tour 2012 - The Final Live at National Stadium | - Lançamento: 20 de março de 2013 - Gravadora: Kioon Music - Formato: DVD, Blu-ray                                                                                                   | 4               | 5               |        |                 |
| L’Aive Blu-ray Box-Limited Edition-                                     | - Lançamento: 26 de fevereiro de 2014 - Gravadora: Kioon Music - Formato: Blu-ray | —               | 12              |        |                 |
| L'Arc-en-Ciel Live 2014 at National Stadium                             | - Lançamento: 12 de novembro de 2014 - Gravadora: Kioon Music - Formato: DVD, Blu-ray                                                                                                | 2               | 1               |        |                 |
| Documentary Films～World Tour 2012～Over The L’Arc-en-Ciel              | - Lançamento: 15 de abril de 2015 - Gravadora: Kioon Music - Formato: DVD, Blu-ray                                                                                                   | 10              | 2               |        |                 |
| L’Arc～en～Ciel Live 2015 L’ArCASINO                                    | - Lançamento: 1 de março de 2017 - Gravadora: Kioon Music - Formato: DVD, Blu-ray | 4               | 2               |        |                 |
| 25th L’Anniversary Live                                                 | - Lançamento: 30 de maio de 2018 - Gravadora: Kioon Music - Formato: DVD, Blu-ray | 5               | 1               |        |                 |
| Live 2018 L’ArChristmas                                                 | - Lançamento: 18 de dezembro de 2019 - Gravadora: Kioon Music - Formato: DVD, Blu-ray                                                                                                | 5               | 1               |        |                 |